# Achille Babboni
Achille Babboni (fl. XX secolo) è stato un calciatore italiano, di ruolo portiere. Era noto come Babboni I per distinguerlo dai fratelli Giovanni Battista (Babboni II) e Lino (Babboni III).

## Biografia
Insieme ai fratelli Giovanni Battista e Lino, è nel 1913 tra i fondatori e primi giocatori del Vado Football Club. Ritiratosi dall'attività agonistica si sposò con la proprietaria di un bar.

## Caratteristiche tecniche
Usava rinviare in campo i palloni con i pugni invece che con i piedi, colpendoli come nella palla elastica.

## Carriera
Babboni è tra i fondatori del Vado Football Club ed uno dei suoi primi giocatori. Nel 1922 partecipò con i rossoblu vadesi alla prima Coppa Italia, aggiudicandosi a sorpresa il titolo contro l'Udinese. Nello stesso anno si aggiudicarono il titolo di campioni liguri della Promozione 1921-1922, ottenendo il diritto, a seguito del Compromesso Colombo, di partecipare alla neonata Seconda Divisione la stagione seguente.
Successivamente militerà nel Savona, ove chiuderà la sua carriera agonistica.

## Palmarès
- Coppa Italia:

Vado: 1922